# 格林伯格环形山
格林伯格环形山（Gruemberger）是位于月球正面南半部的一座古老撞击坑，约形成于45.5-39.2亿年前的前酒海纪，其名称取自十六世纪奥地利耶稣会天文学家克里斯托夫·格林贝格尔(Christoph Grienberger，1561年-1636年)，1935年被国际天文学联合会批准接受。

## 描述

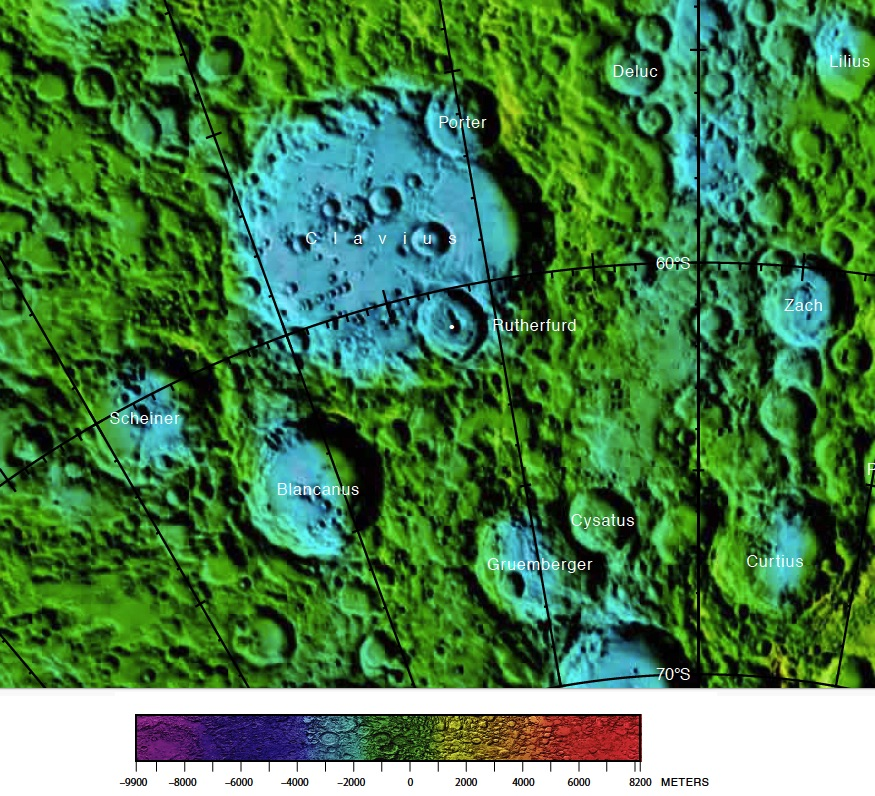
格林伯格环形山的周边，月球正面区域图。

该陨坑西北偏北靠近布兰卡纳斯环形山、北面坐落了拉瑟弗德陨石坑和巨大的克拉维斯环形山、扎奇环形山位于它的东北、而库尔修斯环形山和莫雷环形山分别位于它的东侧和东南偏南、西南则横亘着比它更大的克拉普罗特环形山。该陨坑中心月面坐标为67°02′S 10°18′W / 67.04°S 10.3°W，直径91.5公里，深度2.83公里。
格林伯格环形山外观圆状，因持续的小型撞击侵蚀，其内外坑壁已变得疏松、钝化。其中东北壁上覆盖了齐萨杜斯陨石坑，其余坑壁和坑底也明显布满众多的小陨坑和喷出物。该环形山坑壁平均高出周边地形1440米，内部容积约8400公里3。坑底表面凹凸不平，靠西南偏西内壁底坐落了卫星坑"格林伯格 A"。
由于该陨坑靠近月球南极，从地球看，它的外形略呈卵状。

## 卫星陨石坑
按惯例，最靠近格林伯格环形山的卫星坑将在月图上以字母标注在该坑的中心点旁。

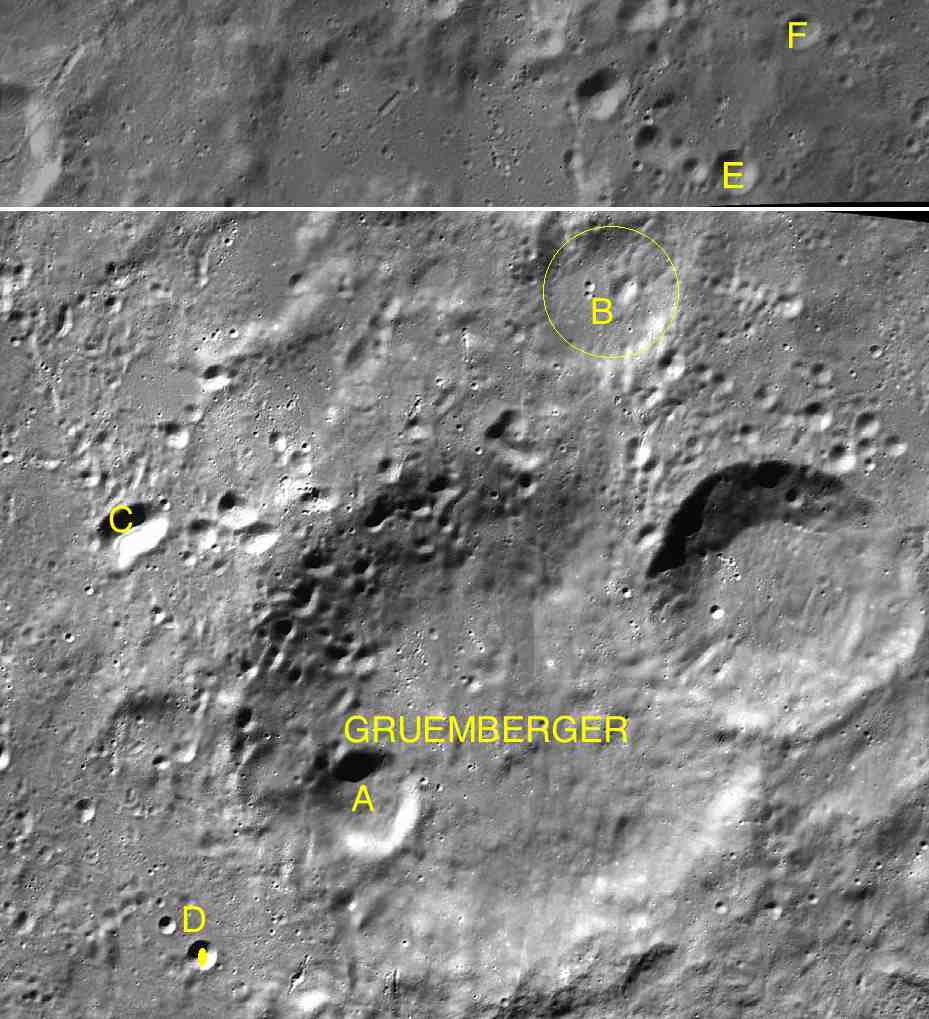
LAC-126与LAC-137拼接图

| 格林伯格 | 纬度    | 经度    | 直径    |
| -------- | ------- | ------- | ------- |
| A        | 67.2° S | 11.8° W | 20 公里 |
| B        | 64.6° S | 9.0° W  | 31 公里 |
| C        | 65.9° S | 15.3° W | 13 公里 |
| D        | 68.1° S | 14.4° W | 5 公里  |
| E        | 63.6° S | 7.1° W  | 9 公里  |
| F        | 62.9° S | 6.3° W  | 7 公里  |

## 另请参阅
- Andersson, L. E.; Whitaker, E. A. . NASA RP-1097. 1982.
- Blue, Jennifer. . USGS. July 25, 2007  [2007-08-05]. （原始内容存档于2013-02-13）.
- Bussey, B.; Spudis, P. . New York: Cambridge University Press. 2004. ISBN 978-0-521-81528-4.
- Cocks, Elijah E.; Cocks, Josiah C. . Tudor Publishers. 1995. ISBN 978-0-936389-27-1.
- McDowell, Jonathan. . Jonathan's Space Report. July 15, 2007  [2007-10-24]. （原始内容存档于2012-05-26）.
- Menzel, D. H.; Minnaert, M.; Levin, B.; Dollfus, A.; Bell, B. . Space Science Reviews. 1971, 12 (2): 136–186. Bibcode:1971SSRv...12..136M. doi:10.1007/BF00171763.
- Moore, Patrick. . Sterling Publishing Co. 2001. ISBN 978-0-304-35469-6.
- Price, Fred W. . Cambridge University Press. 1988. ISBN 978-0-521-33500-3.
- Rükl, Antonín. . Kalmbach Books. 1990. ISBN 978-0-913135-17-4.
- Webb, Rev. T. W.  6th revised. Dover. 1962. ISBN 978-0-486-20917-3.
- Whitaker, Ewen A. . Cambridge University Press. 1999. ISBN 978-0-521-62248-6.
- Wlasuk, Peter T. . Springer. 2000. ISBN 978-1-85233-193-1.